# Cédric Grand
Cédric Grand (Genève, 14 januari 1976) is een Zwitserse bobsleeër.
Toen Grand begon met bobsleeën kwam hij terecht in het team van piloot Martin Annen, waar hij plaats nam in de 4-mansbob. In de 2-mansbob nam hij zo nu en dan de plaats van Beat Hefti over, maar hij werd in principe de vaste remmer van piloot Ivo Rüegg.
Grand plaatste zich in beide bobs voor de Olympische Winterspelen 2006 en in de aanloop daarnaartoe werden hij en zijn team Europees kampioen. De Winterspelen in Turijn leverden hem en zijn team in de 4-mansbob (met Annen, Hefti en Thomas Lamparter) een bronzen medaille op. In de 2-mansbob met Rüegg moest hij genoegen nemen met een achtste plaats.
| Logo van de Olympische Spelen | Goud | Zilver | Brons | Logo van de Olympische Spelen |
|                               | 0    | 0      | 1     |                               |